# しんドル
『しんドル』は、ジャパンエフエムネットワーク（JFNC）製作によりJFN系列局のネットで放送されていた深夜放送。TOKYO FM内のJFNスタジオから放送されていた。
「しんドル」としての番組自体は1998年4月1日にオフサイド大西（教官役）と中嶋ミチヨ（秘書役）のパーソナリティでスタート。1999年4月1日からは「ラジオ黄金時代」1部内の月〜木曜の帯番組「しんドルマニア」として移動。10月7日からはオフサイド大西メインで「ラジオ黄金時代」木曜日2部の枠に移り「しんドルパーラー」となる。2001年1月4日からは内包番組だった「下川みくにのmi CLICK RADIO」の下川みくににメインパーソナリティが交替（この時にステッカーに「ラジオ黄金時代木曜日」と声が入るようになる）。大西はレギュラー出演からは退くものの、後見人のような形でその後も数回、番組には顔を出していた。2003年4月3日からタイトルが再び「しんドル」に戻る。2005年3月31日、通算7年間の放送に幕を下ろした。

## 番組略歴
- 1998年4月1日　水曜日28:00（木曜日04:00）からの1時間番組でスタート（当時「DEEPER STREET」枠内）
- 1998年10月7日　水曜日26:00（木曜日02:00）からの1時間番組に移動（単独番組）
- 1999年1月6日　秘書役が中嶋ミチヨから梶原真弓に交替
- 1999年4月1日　月曜日深夜（火曜日未明）〜木曜日深夜（金曜日未明）「ラジオ黄金時代」1部内の10分（？）の帯番組に移動、「しんドルマニア」にタイトル変更
- 1999年10月7日　木曜日27:00（金曜日03:00）からの「ラジオ黄金時代・木曜日2部」枠に移動、2時間番組となり「しんドルパーラー」にタイトル変更
- 2001年1月4日　メインパーソナリティが下川みくに交替
- 2001年4月5日　開局したばかりのRadio80（岐阜）においてネット開始
- 2002年10月3日　TOKYO FMの放送が27:30からの途中飛び乗り放送となる。
- 2002年10月31日　TOKYO FMでの放送打ち切り
- 2003年4月3日　JFNに加盟したKiss-FM KOBE（兵庫）においてネット開始。「ラジオ黄金時代」の枠が無くなり、タイトルが「しんドル」に戻る
- 2004年10月28日　「下川みくにのしんドル」として200回目の放送。これを記念して生放送中に下川の曲の生レコーディングが行われる（タイトルは「Love song on the radio 〜Live in しんドル〜」、アルバム「キミノウタ」収録）
- 2005年3月31日　最終回放送

## 放送時間・ネット局
- 1998年4月1日〜1999年9月30日　水曜深夜　28:00〜29:00　当時のJFN加盟局36局の内全国31局ネット。
- 1998年10月7日〜1999年3月31日 水曜深夜　26:00〜27:00　全国31局ネット。
- 1999年4月〜9月　月曜深夜〜木曜深夜「ラジオ黄金時代」1部（25:00〜27:00）の中の10分間（詳しい放送時間不明）
- 1999年10月7日〜2005年3月31日　木曜深夜　27:00〜29:00（基本放送時間。TOKYO FM、FM AICHI等で「カドカワサウンドシネマ」放送による途中ネット落ちがあった。また「サウンドシネマ」当初は全国ネットだったので「BPR」と「しんドル」両方が28:50終了だった。）

最終的には、JFN加盟局38局の内全国33局ネット。

## 『しんドル』（1998年4月-1999年3月）、『しんドルマニア』時代に出演していたアイドル

### 『しんドル』（1998年4月-1999年3月）
吉井怜／工藤あさぎ／山口絵里奈／奈良沙緒理／三津谷葉子／内田仁菜／大谷みつほ／中丸シオン／米澤史織／藤井真喜子／阿桑有里子／小泉里子／谷口ともみ／黒石えりか／井の上鳩／福井裕佳梨／高田奈緒／松澤香代子／滝村裕子／細田阿也／安藤聖／西田彩栞／中武佳奈子／後藤宏美／岡田陽子／大森玲子／小池栄子／戸部さおり／酒井彩名／佐藤江梨子／栗林みえ／山川恵里佳／廣瀬真弓
- この内から、通常は毎週2人がオフサイド大西、中嶋ミチヨ（梶原真弓）と共演（多い時では4人、6人が出演の時あり）。

### しんドルマニア
福井裕佳梨／工藤あさぎ／井の上鳩／矢沢心／中沢一美／野仲美貴／安田良子／栗林みえ／原史奈／大谷みつほ／仲根かすみ／大村彩子／岡本綾／中島礼香／吉野紗香／戸部さおり／村田洋子／山口あゆみ／白川みなみ／林由美／安藤聖／直瀬遥歩／吉井怜／佐藤江梨子／小池栄子／永井流奈／須藤温子／水谷妃里／松岡由樹／鍬形えりか
- この内から、通常は一日に1人ずつオフサイド大西と共演（大体は2日連続の出演。3人一緒に出演の日もあった）。

## タイムテーブル

### オフサイド大西メイン時代
- 27:00~27:10　オープニング。FAXテーマ募集
- 27:10~27:25　「モーニング娘。安倍なつみのスーパーモーニングライダー」（箱番組）
- 27:25~27:30　FAX紹介
- 27:30~27:55　「内山理名のOpenYourEyes」→「下川みくにのミクリックRADIO」（両箱番組）
- 27:55~28:00　FAX紹介
- 28:00~28:10　フリートーク
- 28:10~28:20　「S-1グランプリ」
- 28:20~28:30　FAX紹介
- 28:30~28:40　「森のくまさんプロジェクト」（2000年5月頃開始）
- 28:40~28:50　「しんドルカウントダウン10」
- 28:50~29:00　エンディング。FAX紹介。翌日朝（05:00）の番組へ。

また「カドカワサウンドシネマ」がある場合は28:30で終了

## コーナー

### オフサイド大西＆中嶋ミチヨ（梶原真弓）時代
- 日本海コーナー（福井裕佳梨と井の上鳩による漫才コンビ「日本海」がネタを披露する）

### オフサイド大西メイン時代
- S-1グランプリ（新人アイドルを3~4人出演させ、いろいろ無茶な企画をやる。例としてオリコンの編集部にいってしんドルパーラーの記事掲載をお願いしに行く）
- 森のくまさんプロジェクト（FAXネタで広島市薬漬けのアンパンマンことえなりパラダイスの妹が歌う『森のくまさん』のテープを送りますというところから、架空のアイドルをネタで作り上げていくというもの。名前は源静香。事務所は幕府など・・・）
- しんドルカウンドダウン10（毎週リスナーからのアイドル人気投票の結果をカウントダウン形式で紹介）
- なっちとののの最後の夏祭りスペシャル（「モーニング娘。の辻希美を番組に出演させろ！」という通称『のの同盟』からの5万通近いリクエストにより、2000年の8月最終週の放送で箱番組以外の2時間出演した）

### 下川みくにメイン時代
下川メイン時代のCMブレイクは3時台が120秒、4時台が60秒だった。
- チョモランマ（エッチに聞こえそうな言葉を募集。「ミクリックRADIO」からの継続）
- みくのドツボ（“こんな〜〜はいやだ”などでのネタ募集）
- サブタイ（映画、ドラマのサブタイトルと出演者を考える）
- しんドルスポーツ（東京スポーツのパロディコーナー）
- 生ギャルクイズ
- 21世紀しんドル年表
- レンタルショップ392（主にエッチなビデオのタイトルを募集）
- みく姉をヨイショ!
- みくをヨイショヨイショ!!
- 下川学園3年92組（校則ネタ募集）
- どっちもどっちING
- VS（ヴイエス）仁義なき戦い（“〜しそうな”有名人の対戦ネタ）
- よろしく！いてて監督（井筒和幸の真似をする男（電話出演）への質問コーナー）
- お願い!大アイドル（みくにへのメッセージ）
- みくの違う!違う!違う!（“〜してそうですね”のネタ、BGMは鈴木雅之の「違う、そうじゃない」）
- 友だちの友だち
- ダメ男の美学
- プロデュースby下川みくに
- 声に出して読みたくない日本語
- バスルームから愛を込めて〜しんドルテレフォン
- サークルプレイヤーチェキチェキタイム（JFNが行っているインターネット上のコミュニティーサイト「サークルプレイヤー」をチェック、みくにも自ら書き込みしていた）
- マイケルみくにドキュメント（スタッフがリスナーから寄せられたみくにへの質問を読む）
- しんドル深夜の広辞苑（広辞苑を開いて調べてほしい言葉のリクエストを募集）
- 芸能人の名ゼリフ
- 下山みくにシリーズ（下山みくには下川みくにとは“別人”?という設定）
  - 下山みくにの深夜の講座
  - 下山みくにのちょっとHタイム
  - 下山みくにのビデビデチェキ
  - 下山みくにの恋バナ
- しっぽまでアンコ（リクエストコーナー）
- ラウルのど〜なってるの!?
- ラウルのこの一曲
- それゆけ!ジャクソンかるた（マイケル・ジャクソンネタ募集、効果音にマイケルの曲の一部と声が入る）
- それゆけ!みくにかるた
- 週刊しんドルWalker
- カバーカバーカバー（意外なカバー曲を紹介）
- しんドルの小泉（トリビアの泉のパロディコーナー）
- らっしい（“〜は〜らしい”のネタコーナー）
- 浪漫亭みくにのお笑い道場（お題別投稿）
- 生みくにチャレンジ（小説、ポエムから鉛筆、うどん、紙粘土細工までなど様々なものを作る事に挑戦）
- 自分から白状!愚問式
- おしえて!パキラちゃん（みくにが部屋にパキラの鉢を置いた事から派生したコーナー。“パキラ星人”パキラちゃんへの質問コーナー）
- 真夜中に川柳叫んで5、7、GO！
- 森知子、み〜っけ！

## 内包番組
- 「安倍なつみのスーパーモーニングライダー」（1999年10月7日〜2000年12月28日）
  - オープニングの使用曲はジミー・スミスの「ザ・キャット」。この曲は後の2007年から2010年にかけて同時刻で放送された『DAYBREAK』のオープニングとしても使用された。
- 「内山理名のopen your eyes」（1999年10月7日〜2000年3月30日、2000年4月〜2001年3月までは水曜深夜（木曜早朝）2:00〜2：30の「ラジオ黄金時代」枠で独立した番組として継続した）
- 「下川みくにのmi CLICK RADIO」（ミクリック・レイディオ。2000年4月6日〜2000年12月28日）
- 「しんドル占いの館」（2001年1月4日〜2002年12月27日　週替わりでアイドルがゲスト出演。ホスト役は「ラージブリッジ大橋」ことTOKYO　FMアナウンサー・大橋俊夫）
- 「メロン記念日　柴田あゆみの気分はメロンメロン」（2002年1月3日〜2004年3月25日）
- 「松下萌子のパイン・アラモード」（2002年1月3日〜2002年6月27日）
- 「BOYSTYLEのミラクルスタイル」（2002年1月3日〜2002年12月26日）
- 「カントリー娘。のなんまらサイコーだべ。」（2002年7月5日〜2004年3月25日）
- 「袋とじ」（2004年4月1日〜2005年3月31日　週替わりでアイドルがスペシャルパーソナリティを務める）
- 「マンスリーパーソナリティ」（開始当初はしんドル・パーラー3時台後半の3:30頃〜3:50頃までの放送）
  - 2001年
    - 1月：福井裕佳梨「ゆかリンパ千円2001」
    - 2月：椎名法子「P.S.Good Bye S.P.」
    - 3月：平家みちよ、柴田あゆみ「みちをあゆむWalking the street」
    - 4月：カントリー娘。に石川梨華（モーニング娘。）「カントリー One Dream」
    - 5月：大谷みつほ「見つめてOH! ダーリン」
    - 6月：神戸みゆき「Going My Way」
    - 7月：三人祭、7人祭、10人祭「シャッフルでハッスルな夏祭り!」（稲葉貴子、松浦亜弥、柴田あゆみ、りんね）
    - 8月：小池栄子・かわい綾「イエローキャブマリン2001」
    - 9月：川村亜紀・MEGUMI「亜紀とMEGUMIの髪飾り」
    - 10月：dream「Stand Out Dreams」
    - 11月：松下萌子「Hello Hello　Hello　Hello!」
    - 12月：AI-SACHI「AI-SACHIの4U（よゆう）です。」

  - 2003年
    - 1月：大谷みつほ「深夜に踊るメールボックス」
    - 2月：Dream「Open the Dream Box」
    - 3月：ジュエミリア「アリミエージュ」
    - 4月：Bon-Bon Blanco「Beat Goes on」
    - 5月：Lead「Life on the Beat」（マンスリー唯一の男性パーソナリティ）
    - 6月：上戸彩「深爪は痛い」
    - 7月：勝又亜依子「I need you」
    - 8月：推定少女「推定深夜Radio」
    - 9月：長澤奈央「Pump! Pump! Pump!」
    - 10月：宮地真緒「オータム・リーブス・ナイト」
    - 11月：市川由衣「Rainy November」
    - 12月：MEGUMI「ナイトダイアリー」

  - 2004年
    - 1月：青木小明・山田愛子・矢口聖来・小松愛「ベリーベリーベリーRADIO」
    - 2月：篠原ともえ・松本英子「ZuTTOおしゃべり」
    - 3月：美少女クラブ21「DA DI DA RADIO」
    - 4月：後藤真希「マッキンキンRADIO」
    - 5月：石川梨華・小川麻琴・道重さゆみ・田中れいな（モーニング娘。）「ロマンなRADIO」
    - 6月：小倉優子「ラブラブリンリンRADIO」
    - 7月：玉置成実、市川由衣（共演ではなく、別々のパートに分かれての放送）
    - 8月：MEGUMI　前半、大塚愛　後半
    - 9月：dream　?
    - 10月：小野真弓
    - 11月
      - 4日〜11日：華原朋美
      - 18日〜25日：美少女クラブ31

    - 12月
      - 2日〜9日：安倍麻美
      - 16日〜23日：飯田圭織・高橋愛・新垣里沙・亀井絵里（モーニング娘。）

  - 2005年
    - 1月：SAYAKA
    - 2月
      - 3日〜10日：河辺千恵子
      - 17日〜24日：後藤真希

    - 3月：鈴木亜美

## ゲスト
- 原口あきまさ、はなわ（2002年2月21日）
- くまきりあさ美（2002年10月24日）
- 嶋野蘭、藤岡麻美（2004年1月1日）
- 唐沢美帆（2004年1月15日）
- 五十嵐結花（2004年2月26日）
- チェキッ娘（2004年8月19日、録音出演）
- 日向めぐみ（Megrock）　（2004年10月7日）
- 松ヶ下宏之、広沢タダシ（2004年10月28日）
- 森知子、藤岡麻美、松ヶ下宏之（2005年3月24日）
- 篠原ともえ（2005年3月24日、電話出演）